# Сержіо Маноел Барбоса Сантос
Сержіо Маноел Барбоса Сантос (порт. Sérgio Manoel Barbosa Santos, 8 вересня 1989 — 28 листопада 2016, Ла-Уніон) — бразильський футболіст, що грав на позиції півзахисника.

## Ігрова кар'єра
У дорослому футболі дебютував 2011 року виступами за команду клубу «Ріо Прето». Протягом 2011—2012 років захищав кольори команди клубу «Мірасол».
Своєю грою за останню команду привернув увагу представників тренерського штабу клубу «Корітіба», до складу якого на правах оренди приєднався 2012 року. Відіграв за команду з Куритиби наступні два сезони своєї ігрової кар'єри.
Згодом, 2015 року на правах оренди грав у складі клубів «Атлетіко Гояніенсе» та «Пайсанду» (Белен).
2016 року уклав орендну угоду з клубом «Агуа Санта». Того ж року на правах оренди приєднався до клубу «Шапекоенсе».
Загинув 28 листопада 2016 року в авіакатастрофі в Колумбії, яка забрала життя майже всього складу клубу і тренерського штабу клубу в повному складі. Команда летіла на перший фінальний матч ПАК 2016 з «Атлетіко Насьоналем».